# Looc (Romblon)
Looc ist eine philippinische Stadtgemeinde in der Provinz Romblon, in der Verwaltungsregion IV-B, Mimaropa. Sie hat 22.262 Einwohner (Zensus 1. August 2015). Sie wird als Gemeinde der vierten Einkommensklasse auf den Philippinen und als teilweise urbanisiert eingestuft.
Looc liegt im Südwesten der Insel Tablas und die Topographie der Gemeinde wird durch ein flachwelliges Terrain gekennzeichnet. Im Nordwesten liegt die Nachbargemeinde Ferrol, im Norden Odiongan, im Osten Alcantara und im Südosten Santa Fe.

## Baranggays
Die Gemeinde setzte sich 2011 aus zwölf Barangays zusammen:
| - Agojo - Balatucan - Buenavista - Camandao - Guinhayaan - Limon Norte | - Limon Sur - Manhac - Pili - Poblacion - Punta - Tuguis |